# تاكايوشي تودا
تاكايوشي تودا (باليابانية: 戸田 賢良) (8 ديسمبر 1979 في مياكونوجو في اليابان – )؛ هو لاعب كرة قدم ياباني سابق كان يلعب كمدافع.

## وصلات خارجية
- تاكايوشي تودا على موقع رابطة كرة القدم اليابانية للمحترفين (اليابانية)